# کرم انگلی منتقل‌شده از خاک
کرم‌های انگلی منتقل‌شده از خاک (به انگلیسی: Soil-transmitted helminth) گروهی از کرم‌های انگلی متعلق به شاخهٔ کرم‌های لوله‌ای هستند که در درجه اول از طریق خاک آلوده منتقل می‌شوند. این کرم‌ها چرخه زندگی مستقیم و بدون نیاز به میزبان میانی یا ناقل دارند و آلودگی به آن‌ها از طریق آلودگی خاک، مواد غذایی و منابع آب به مدفوع رخ می‌دهد. شکل‌های بالغ اساساً انگل انسان هستند و باعث ایجاد عفونت کرمی منتقل‌شده از خاک می‌شوند و همچنین روی پستانداران اهلی نیز تأثیر می‌گذارند. این کرم‌ها باعث عفونت مداوم بیش از دو میلیارد نفر و مرگ ۱۳۵٬۰۰۰ نفر در هر سال می‌شوند.

## انواع
کرم‌های انگلی منتقل‌شده از خاک معمولاً از این دسته‌های کرم‌های لوله‌ای هستند:
- کرم‌های حلقوی همانند آسکاریس لومبریکوئیدس
- کرم‌های شلاقی همانند تریکوریس تریکیورا
- کرم‌های قلابدار همانند نکاتور آمریکانوس
- کرم‌های نخی همانند استرانگیلویدس استرکورالیس